# 异枝虎耳草
异枝虎耳草（学名：Saxifraga heteroclada var. aurantia）为虎耳草科虎耳草属下的一个变种。

## 扩展阅读
- 維基物種上的相關：异枝虎耳草